# Gilles G. Sauvé
Gilles G. Sauvé (né en 1935 à Montréal) est un ingénieur québécois. Il est l'un des plus grands experts mondiaux en matière de transport d'énergie à très haute tension. 
Il est cofondateur et président de Rousseau, Sauvé, Warren et du Bureau d'études de lignes de transport.

## Honneurs
- 2007 - Chevalier de l'Ordre national du Québec